# SNCF

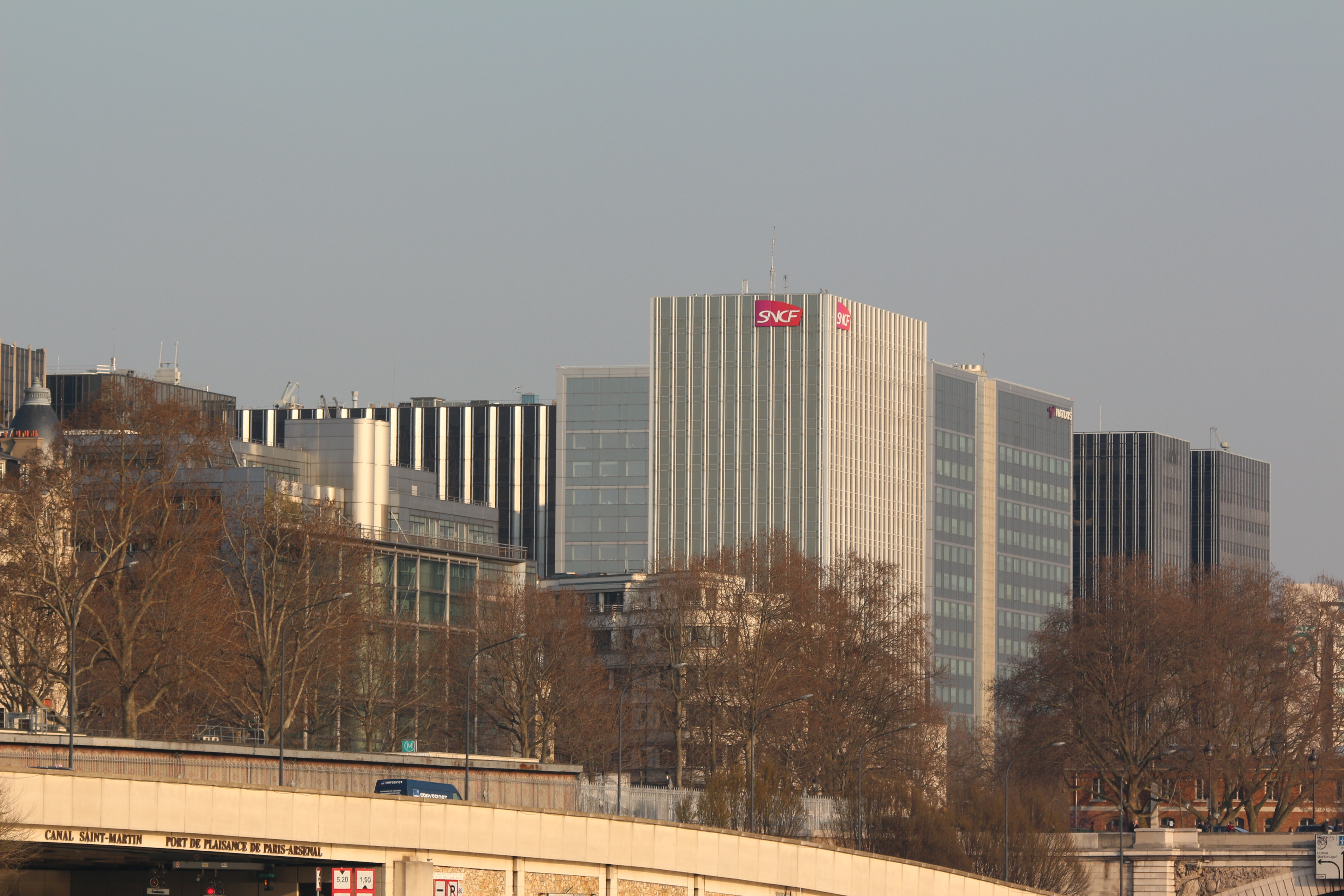
Bürogebäude der SNCF von der Seine aus gesehen im März 2015

Die Société nationale des chemins de fer français (SNCF; deutsch ‚Nationale Gesellschaft der französischen Eisenbahnen‘) ist die staatliche Eisenbahngesellschaft Frankreichs mit Sitz in Saint-Denis bei Paris. Sie betreibt beinahe den kompletten Schienenverkehr in Frankreich und in Monaco, den Hochgeschwindigkeitszug TGV, Teile des Pariser Vorortverkehrs RER sowie die Linie 4 der Pariser Straßenbahn. Ihr Teilunternehmen SNCF Réseau ist Eigentümer des Streckennetzes. Die SNCF ist Mitglied der Railteam-Allianz.

## Kennzahlen
Die SNCF zählt rund 270.000 Beschäftigte. Täglich verkehren über 14.000 Züge im Netz der SNCF. Diese transportierten 2005 rund 974 Millionen Passagiere, davon 632 Millionen im Nahverkehr von Paris.

## Geschichte

### Vorgeschichte bis zur Gründung 1937
Die ersten Eisenbahnstrecken entstanden in Frankreich um 1830. Bald wurden verschiedene private Eisenbahnunternehmen ins Leben gerufen, die durch den Staat konzessioniert mit dem Aufbau eines Streckennetzes begannen. Um 1870 waren die wichtigsten Städte Frankreichs über ein Streckennetz von 17.430 Kilometern mit Paris verbunden. Ein wichtiger Bestandteil der französischen Eisenbahnpolitik war der „Freycinet-Plan“, der am 17. Juli 1879 Gesetzeskraft erlangte. Danach sollten alle Franzosen Zugang zur Eisenbahn bzw. jeder Ort mit mehr als 1500 Einwohnern einen Eisenbahnanschluss erhalten, wobei Lücken durch Neben- und Schmalspurbahnen geschlossen werden sollten. Das Netz wuchs dadurch bis 1914 auf eine Länge von 39.400 Kilometern. Damit waren alle Unterpräfekturen und wichtigen Städte Frankreichs an die Eisenbahn angeschlossen.
Diese Erweiterungen waren jedoch durch die Bahngesellschaften nicht aus eigener Kraft zu finanzieren, so dass sich der Staat teilweise gezwungen sah, zu intervenieren. Bereits in den späten 1870er Jahren kam es zu einer landesweiten Debatte über den Status der Eisenbahnen und dem Wunsch nach deren Verstaatlichung. 1878 musste der Staat zehn Gesellschaften, die von Insolvenz bedroht waren, übernehmen. Zu diesem Zweck schuf er die Chemins de fer de l’État (ETAT), ein staatliches Unternehmen, das zunächst als Auffanggesellschaft wirtschaftlich prekärer Eisenbahnbetriebe fungierte. Nach der Übernahme der Compagnie des chemins de fer de l’Ouest im Jahr 1909 wuchs die Bedeutung der ETAT, die schließlich den überwiegenden Teil Frankreichs westlich der Achse Paris–Bordeaux abdeckte. Die übrigen großen Bahngesellschaften, die sich das Land räumlich aufgeteilt hatten, blieben indes in privaten Händen.
Infolge des Ersten Weltkriegs verschärfte sich die finanzielle Situation erneut; die Bahnnetze waren abgewirtschaftet und der aufkommende Straßenverkehr sorgte für neue Konkurrenz. Nach einer erneuten Krise 1929 wurde seitens des Staates die Verstaatlichung der Bahnen in die Wege geleitet. In den 1930er-Jahren begann der wachsende Wettbewerb der Straße, seinen Tribut zu fordern. Die Schmalspurbahnen litten am stärksten unter dem wachsenden Wettbewerb der Straße, und so wurden tausende von Kilometern Schmalspurstrecken in den 1930er-Jahren stillgelegt (erste Stilllegungswelle).

### Gründung

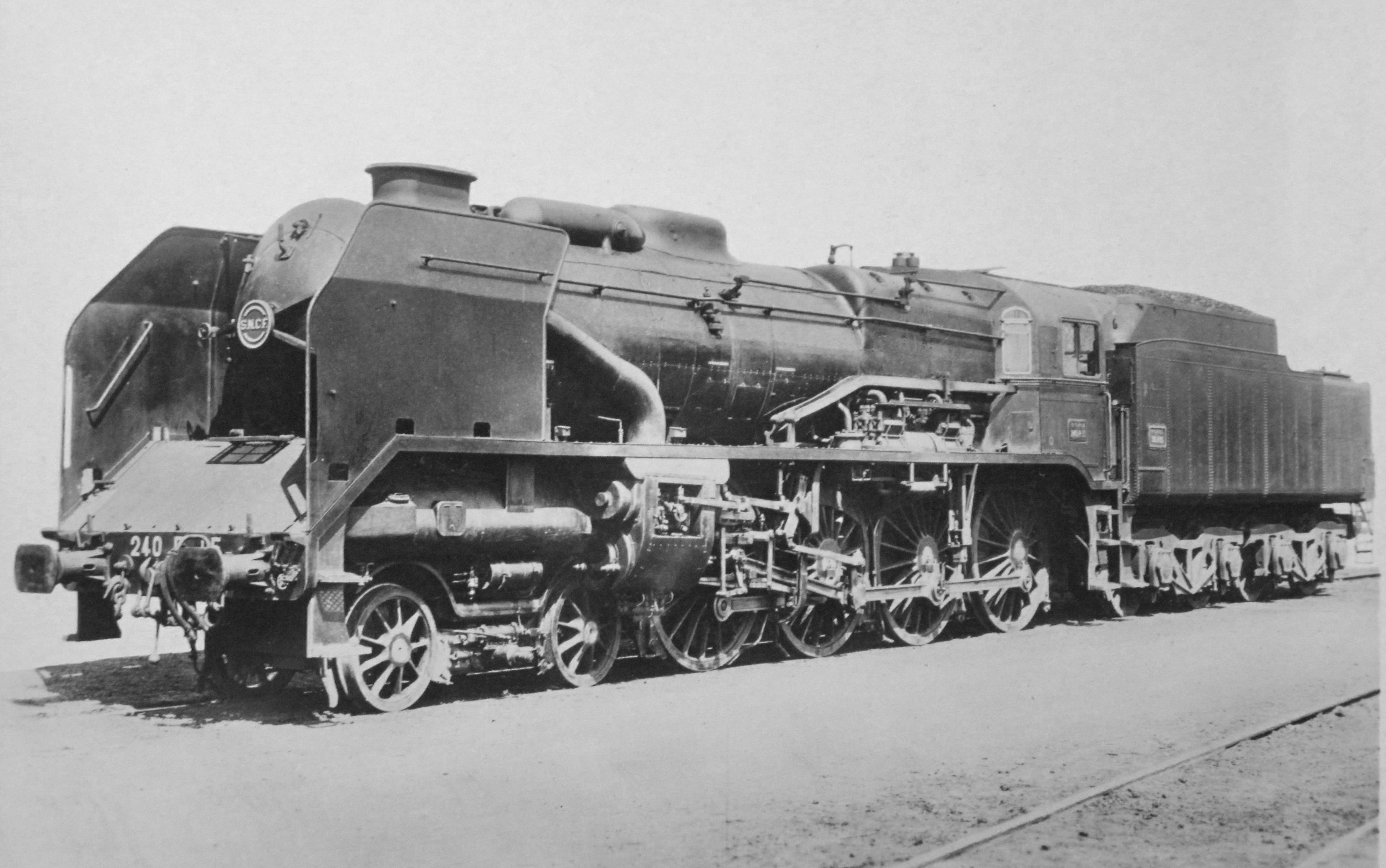
Die Lokomotiven der Baureihe 240 P aus den Jahren 1940/41 – Umbauten von PO 4500 der Compagnie du chemin de fer de Paris à Orléans (PO) – gehörten zu den leistungsfähigsten europäischen Maschinen

Am 31. August 1937 wurde der Vertrag zur Schaffung einer „nationalen Eisenbahngesellschaft“ unterzeichnet. Die ab dem 1. Januar 1938 geltende Vereinbarung hatte eine Laufzeit von 45 Jahren. Ziel des Vertrags war die Schaffung eines gemeinsamen Netzes unter Staatskontrolle und Beseitigung des defizitären Betriebs. In der SNCF gingen dabei sechs große Bahngesellschaften auf: Die privaten Gesellschaften Est, Nord, PLM und PO-Midi (entstanden durch die Fusion von PO und Midi) sowie die staatliche Gesellschaft État (inklusive der Ouest) und die staatlich verwaltete AL. Mit diesem Vertrag übernahm die SNCF die Konzessionen der übernommenen Bahnen. Am neuen Unternehmen war der Staat mit 51 % und die Aktionäre der ehemaligen Bahngesellschaften mit 49 % beteiligt. Die Vereinbarung sah vor, dass während der Vertragslaufzeit der Staat sukzessive alle privaten Aktienanteile erwerben sollte. Im Vertrag wurde festgelegt, dass die SNCF als Wirtschaftsunternehmen zu führen ist und die Tarife so festzusetzen sind, dass die Ausgaben gedeckt werden. Bei einem Veto des Staats gegen die Tarife war dieser zu Ausgleichsleistungen verpflichtet. In der Folge wurden noch umfangreiche Richtlinien zum Betrieb festgelegt, um dem staatlichen Transportauftrag gerecht zu werden und die finanziellen Schwierigkeiten zu beseitigen.
Die SNCF übernahm von den bisherigen Gesellschaften 15.235 Dampflokomotiven, 723 Elektrolokomotiven, 455 Elektrotriebwagen und 671 andere Triebfahrzeuge (Diesellokomotiven, Dieseltriebwagen und Rangierloks). Die ehemaligen Gesellschaften bildeten von nun an nur noch Netzregionen (Régions), und zwar Est, Nord, Ouest, Sud-Est und Sud-Ouest mit Direktionen in Paris. Hinzu kamen zwei Regionaldirektionen. In Marseille wurde wegen der großen Ausdehnung der Region Sud-Est die Regionaldirektion Méditerranée angesiedelt. Strasbourg wurde Sitz einer Regionaldirektion der Region Est, die das Gebiet der vormaligen AL (Elsass-Lothringen und Luxemburg) umfasste. Das dortige Netz unterschied sich vom übrigen nicht nur durch die Fahrzeuge und die Signalisierung (Rechts- statt Linksverkehr), auch Dinge wie die Krankenversorgung und Rentenansprüche des Personals waren anders geregelt.

### Rolle der SNCF während der Okkupation

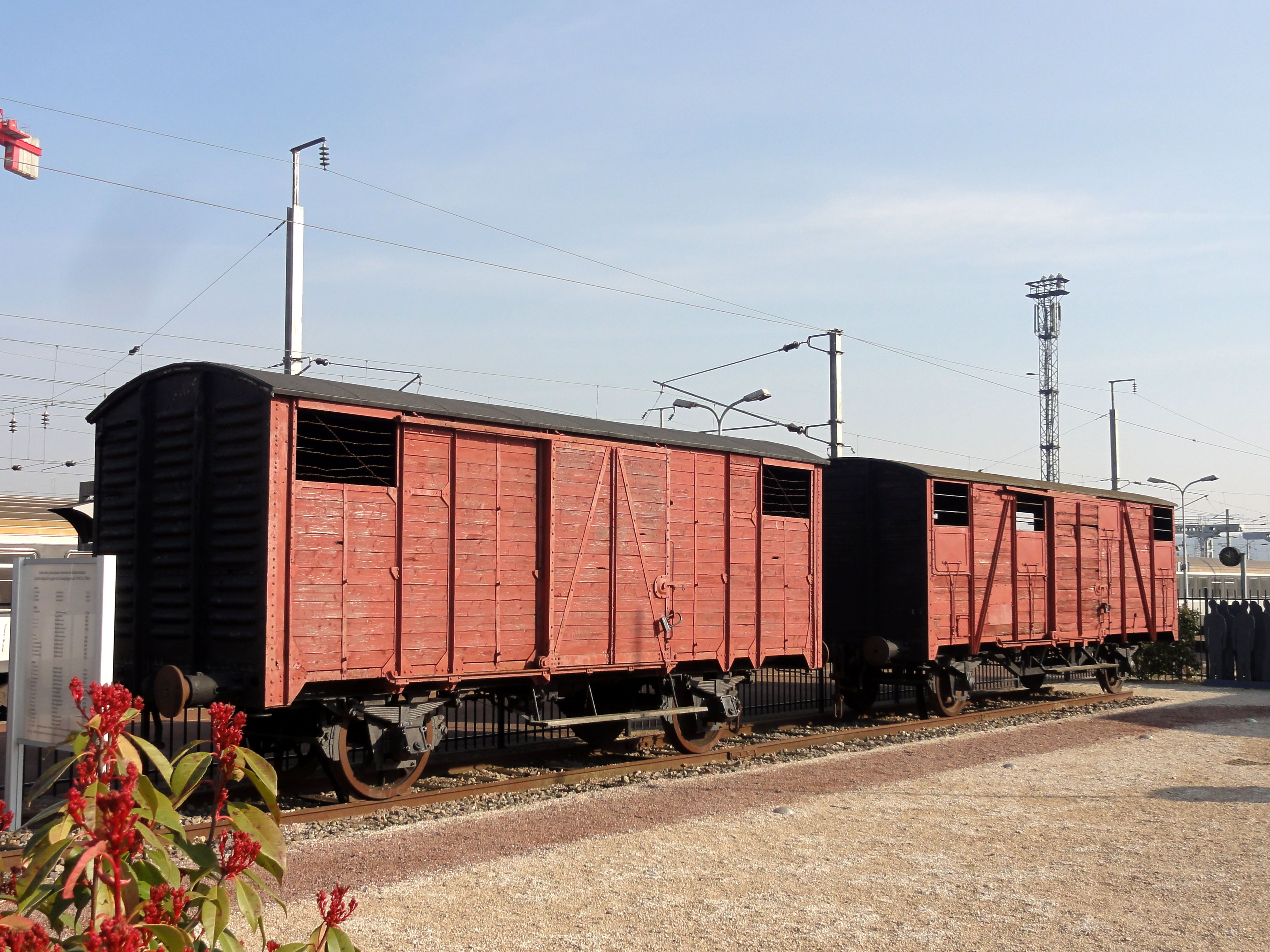
Gedenkstätte Quai des déportés für die mit 52 Zügen vom Bahnhof Compiègne aus in Konzentrationslager verschleppten Franzosen

Mit dem Waffenstillstand von Compiègne kam die SNCF unter die Kontrolle der deutschen Besatzungsbehörden. Man versuchte jedoch, eine wirtschaftliche Unabhängigkeit des Unternehmens zu erhalten. Neben den durch den Vertrag vorrangig zu behandelnden Zügen der Besatzungsmacht wurde ein umfangreicher Zugbetrieb aufrechterhalten. Das Schienennetz in Elsass-Lothringen wurde jedoch von der Deutschen Reichsbahn verwaltet. Zahlreiche Fahrzeuge der SNCF, so viele Pacific-Schnellzuglokomotiven der Baureihe 4-231 D von ALCo, mussten nach Deutschland abgegeben werden.
Die SNCF war auch an der Deportation von Juden in die Vernichtungslager in Polen beteiligt. Im Juni 2006 erging deshalb ein Urteil wegen Freiheitsberaubung und menschenunwürdiger Unterbringung (im Sammellager Drancy). Im Gegensatz zu der in die Deportationen verwickelten SNCF-Führung haben viele Eisenbahner, deren Arbeit die Bahn für Truppen- und Materialtransport benötigte, zunehmenden Widerstand gegen die Besatzer geleistet (die sogenannte Résistance-fer). Viele Eisenbahner bezahlten diesen Kampf, der auf die Erschwerung oder Verhinderung von Transporten zielte, mit ihrem Leben. Henri Lang, Chef der Regionaldirektion in Marseille, durfte als Jude ab Herbst 1940 sein Amt nicht mehr ausüben. Im März 1942 wurde er in das Konzentrationslager Auschwitz deportiert, wo er zwei Monate später verstarb.
Am 12. November 2010 brachte SNCF erstmals „tiefen Kummer und Bedauern“ für ihre Beteiligung an der Judendeportation während der deutschen Besatzung in Frankreich zum Ausdruck. SNCF beugte sich damit unter anderem dem Druck der Vereinigten Staaten, die der französischen Staatsbahn damit drohten, den Zugang zum Wettbewerb um Bahnverkehrsdienstleistungen in Florida und Kalifornien zu verweigern. Am 23. Mai 2012 unterzeichnete die SNCF eine Vereinbarung mit der Holocaust-Gedenkstätte Yad Vashem über die weitere Erforschung der Deportationen. Am 5. Dezember 2014 erklärte sich SNCF bereit, eine Entschädigungssumme von 60 Millionen US-Dollar an die Überlebenden und Hinterbliebenen der Deportierten zu bezahlen.

### Nachkriegszeit

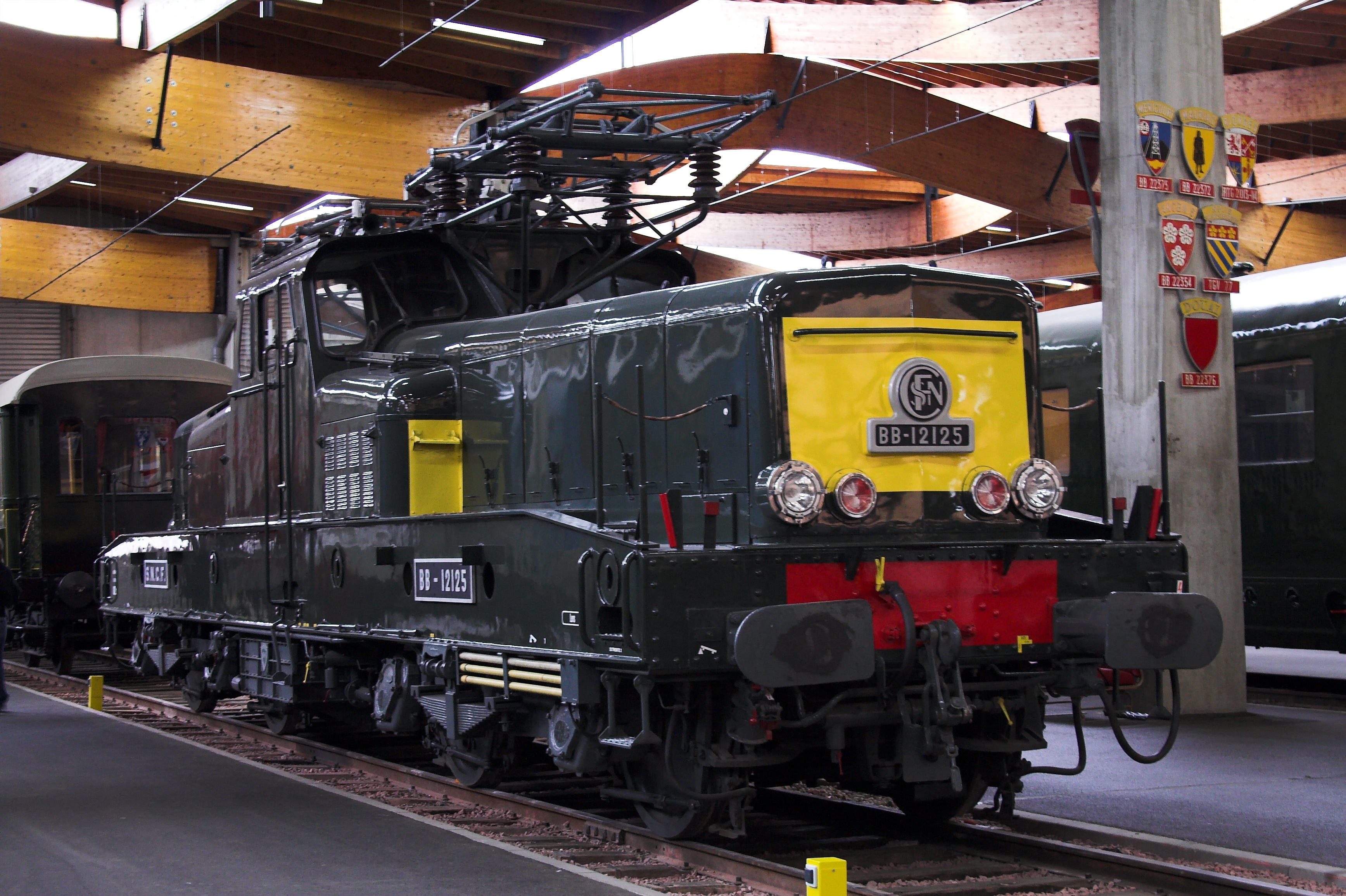
Die Reihe BB 12000 war die erste für das Wechselstromnetz in Serie gebaute Baureihe von Elektrolokomotiven.

Nach dem Krieg begann man mit dem Wiederaufbau des durch die Kriegseinwirkung teilweise zerstörten Netzes. Gleichzeitig wurde auch die Konkurrenz der Verkehrsträger Straße, Luftfahrt und Pipelines größer.
Man setzte deshalb schon frühzeitig auf qualitativ bessere Angebote und technisch fortschrittliche Technologien. Diese Entwicklung wird vor allem am frühzeitigen Beginn der Elektrifizierung des Streckennetzes in Einphasenwechselstrom sowie dem aufgestellten Weltrekord für Schienenfahrzeuge 1955 deutlich.
Ab dem Jahre 1969 erfolgt eine zweite große Stilllegungswelle von Eisenbahnstrecken, vor allem das Nebenbahnnetz schrumpfte stark.
Um eine Bevorzugung der Bahn gegenüber anderen Verkehrsträgern zu vermeiden, wurde am 27. Januar 1971 ein Nachtrag zum Vertrag von 1937 ratifiziert. Von nun an musste die SNCF alle Ausgaben selbst tragen und hatte für ein ausgeglichenes Ergebnis zu sorgen. Durch den Staat erfolgte nur noch die Bezuschussung spezieller vergünstigter Tarife und die zusätzlichen Kosten des öffentlichen Bahnverkehrsangebots. Im Gegenzug sollte die SNCF ihre Aktivitäten im Personen- und Güterverkehr erhöhen. Die geplante Entwicklung wurde jedoch durch die Erdölkrise und den Rückgang der Schwerindustrie in Frankreich erschwert. Insbesondere der wirtschaftlich bedeutsame Transport von Kohle und Eisen brach nahezu völlig zusammen. In dieser Situation beschloss die SNCF, ihr Hauptaugenmerk auf den Personenverkehr zu legen, und entwickelte den Hochgeschwindigkeitszug TGV.

### TGV-Ära

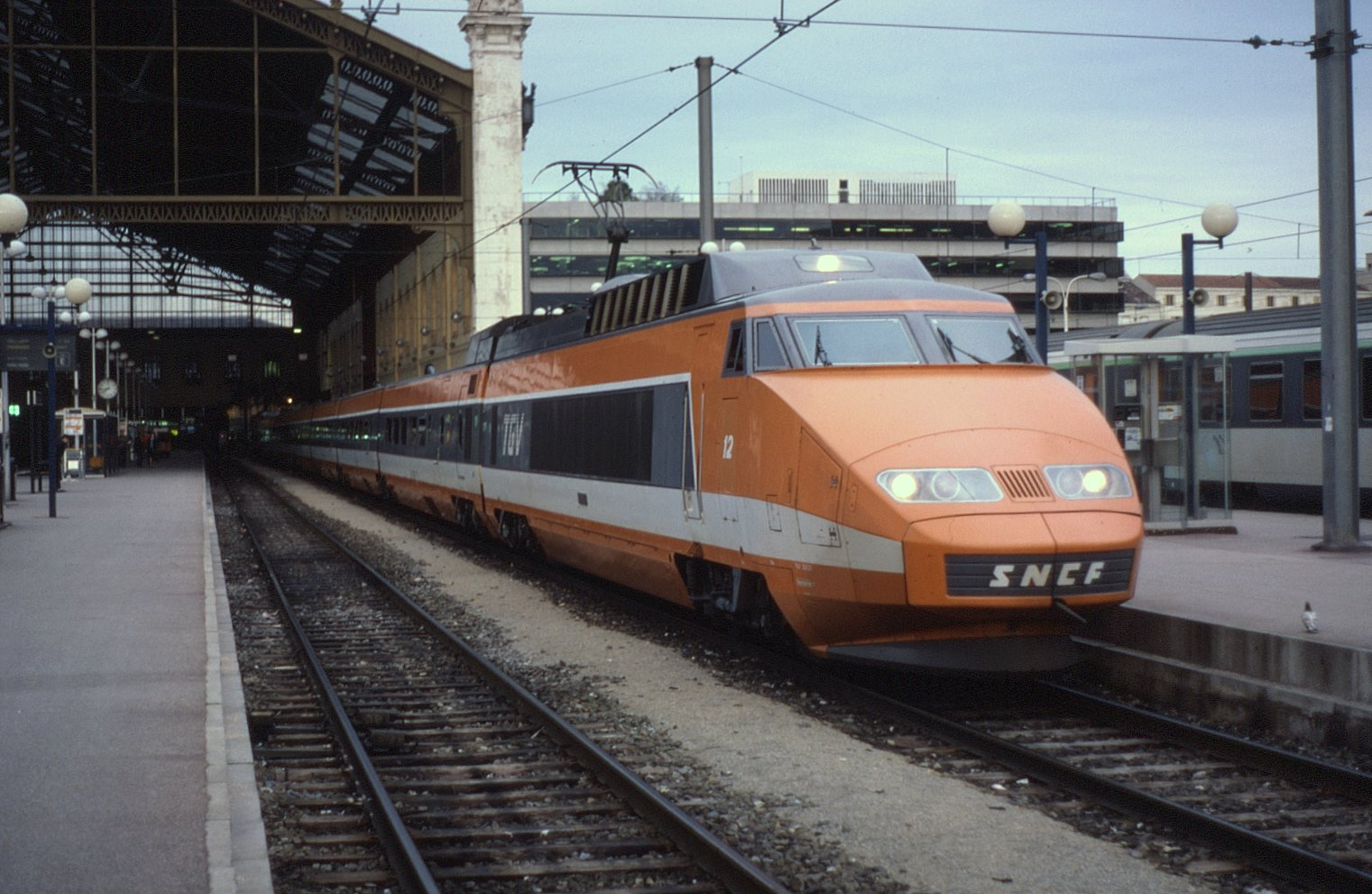
Ein TGV im Bahnhof Marseille-Saint-Charles im April 1987

Nach mehrjähriger Bauzeit wurde im September 1981 auf der Hochgeschwindigkeitsstrecke Paris–Lyon der Verkehr aufgenommen. Die TGV-Fahrzeuge verkehrten auf den Strecken planmäßig mit 260 km/h, später 270 km/h. Mit diesem Konzept (spezielle Hochgeschwindigkeitsstrecken kombiniert mit dem übrigen Streckennetz) wurde die SNCF wegweisend für die weitere Entwicklung des weltweiten Hochgeschwindigkeitsverkehrs.
Neben dem Einsatz des TGV wurden weitere Rationalisierungsmaßnahmen an der Infrastruktur durchgeführt. Insbesondere der Automatisierung der Zugsicherung wurde starke Beachtung geschenkt.
Am 31. Dezember 1982 lief die Vereinbarung von 1937 aus. Die SNCF fiel an den Staat und wurde durch diesen mit einer neuen Verfassung versehen. Die Gesellschaft wird nur als ein EPIC (= Établissement Public à caractère Industriel ou Commercial = Öffentliches Unternehmen industrieller oder kommerzieller Art) betrieben. Es wurden genaue Regelungen über die zu erbringenden Leistungen der SNCF und die Zahlungsleistungen der Republik für verbilligte Beförderungstarife (Familien, Militär) und regionale Bahnangebote festgesetzt.

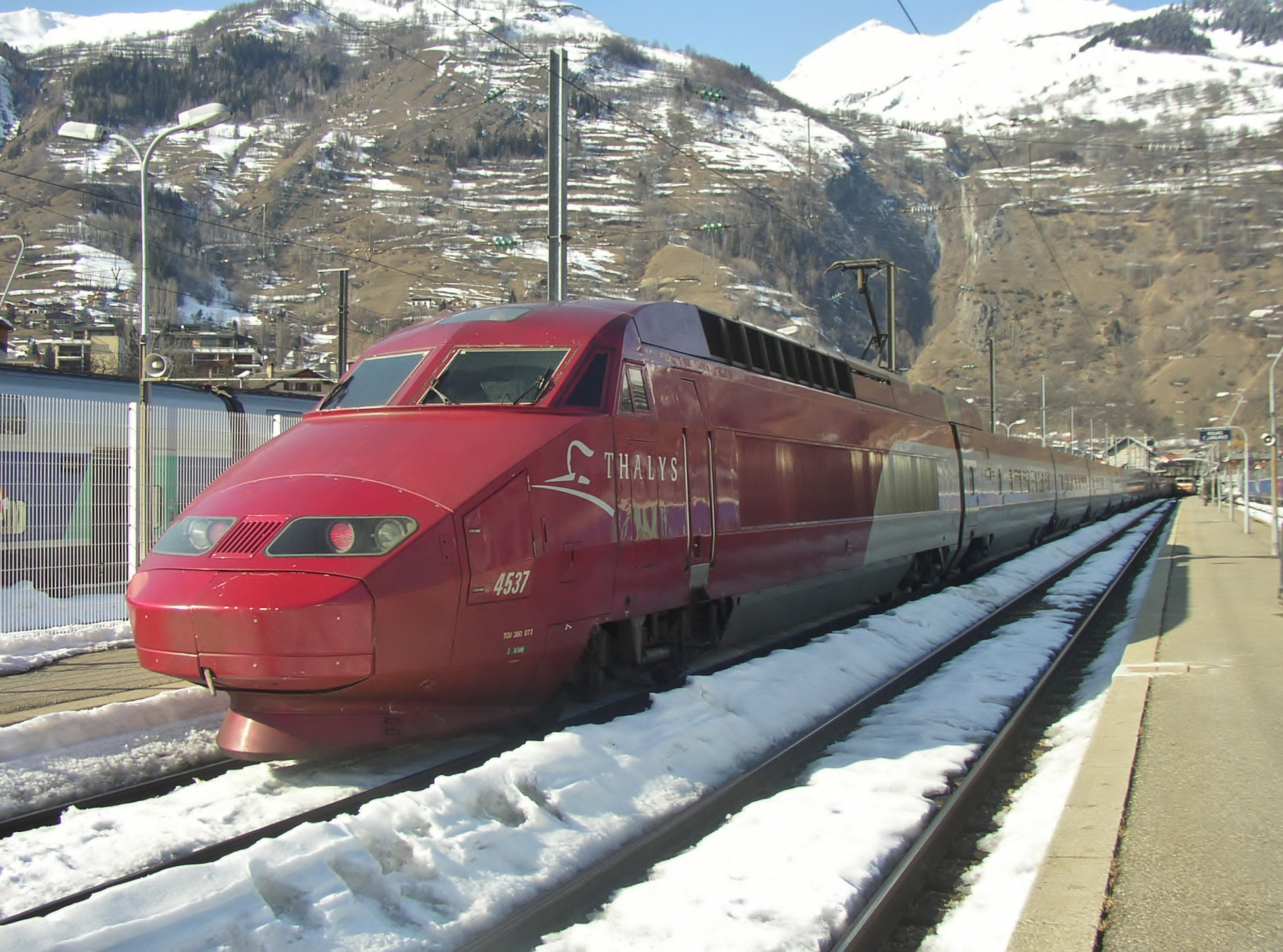
Ein Thalys im Bahnhof von Bourg-Saint-Maurice in den französischen Alpen

In der folgenden Zeit baute die SNCF ihr Hochgeschwindigkeitsnetz weiter aus und bietet seitdem mit Eurostar, Thalys, Alleo und Lyria auch Hochgeschwindigkeitsverbindungen ins Ausland an.
Mit den Regionen Frankreichs wurden Übereinkommen zum Angebot und zur Finanzierung regionaler Angebote im Personenverkehr getroffen. So erwarben die Regionen unter anderem die notwendigen Lokomotiven und Wagen von der SNCF.
Als Folge der Umsetzung der EU-Richtlinie gehörte das Streckennetz von 1997 bis 2014 dem zu diesem Zweck geschaffenen öffentlich-rechtlichen Unternehmen Réseau Ferré de France (RFF). Im Rahmen dieser Reform wurden die Schulden für die Infrastruktur auf das neue Unternehmen übertragen. Außerdem verpflichtete sich der Staat, die bei der SNCF verbliebenen Schulden zu übernehmen und die Beschäftigung des entsprechenden Personals zu sichern. Außerdem garantierte er der SNCF den exklusiven Zugang zum Netz. Im Gegenzug verpflichtete sich die Bahn zu einem wirtschaftlichen gewinnbringenden Geschäftsverlauf. Die Bahn bleibt weiter Verkehrsdienstleister und behält die Regie über den kommerziellen Teil der Bahnhöfe. Für die Streckenbenutzung wurde ein entsprechendes Entgelt an RFF gezahlt. Die SNCF nahm im Rahmen einer Vereinbarung für die RFF die Aufgaben der Betriebsabwicklung und der Netzunterhaltung wahr.
Anfang 2005 genehmigte die Europäische Kommission eine mehrere Milliarden Euro umfassende finanzielle Unterstützung des französischen Staates für die Güterverkehrssparte der SNCF. Dennoch reduzierte die SNCF zur gleichen Zeit die Zahl der Rangierbahnhöfe und den Einzelwagenverkehr deutlich.
Mitte März 2005 führte die SNCF ein neues Logo ein.
Anfang 2012 wurden die bisherigen Produkte Corail, Téoz, Lunéa und Intercités unter der gemeinsamen Marke Intercités vereinheitlicht.

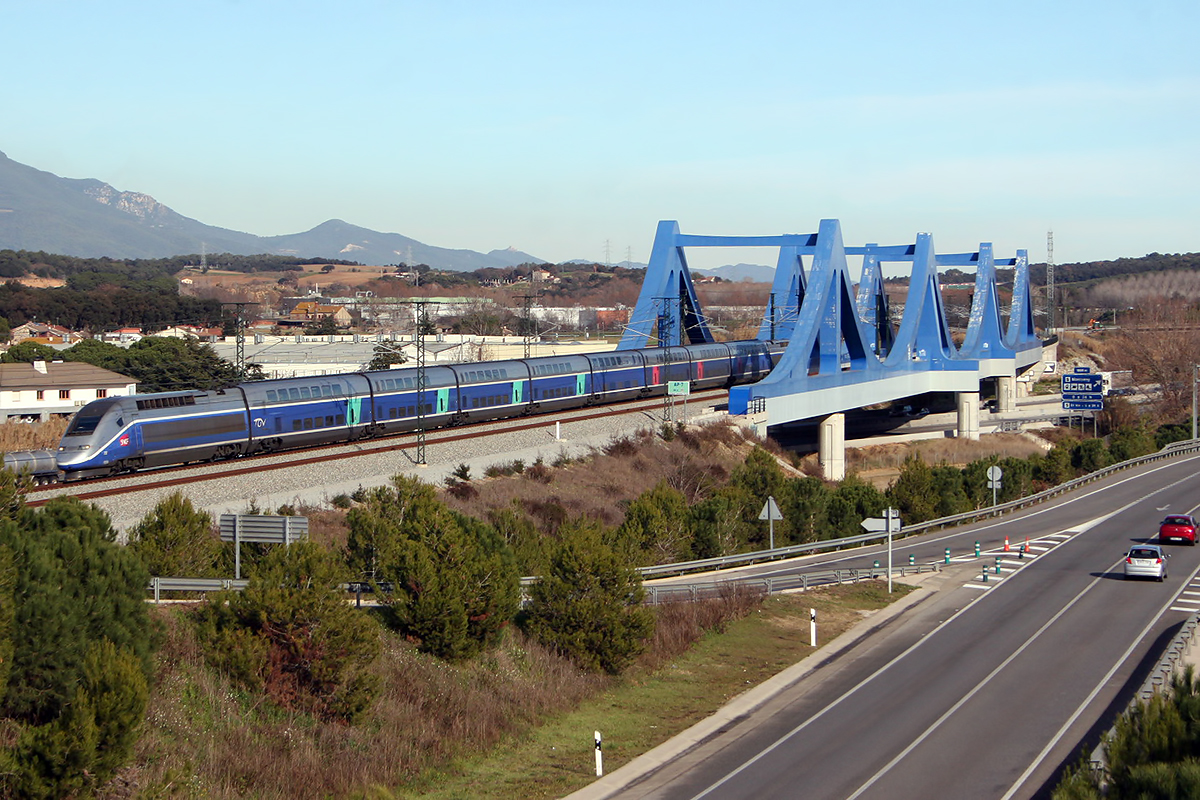
Ein TGV in der Nähe von Barcelona

Seit Dezember 2013 bietet das spanisch-französische Gemeinschaftsunternehmen Elipsos von SNCF und RENFE Hochgeschwindigkeitsverbindungen zwischen Spanien und Frankreich an. Es werden unter anderem die Städte Paris, Lyon, Marseille mit Barcelona und Toulouse mit Madrid verbunden. Diese TGV- und AVE-Züge verkehren unter dem Markennamen Renfe-SNCF en cooperación / en coopération.
Im Geschäftsjahr 2015 wies das Unternehmen aufgrund von Sondereffekten einen Nettoverlust von 12,2 Milliarden Euro aus. Hauptursache dafür war die Korrektur des buchhalterischen Wertes des Bestandsnetzes sowie eine um zwei Milliarden Euro verminderte Bewertung der TGV-Flotte. Ohne diese Sondereffekte hätte das Unternehmen einen Gewinn von 377 Millionen Euro ausgewiesen, bei einem Umsatz von 31,4 Milliarden Euro.

## Unternehmensstruktur
Die SNCF besteht seit 1. Januar 2015 aus mehreren Unternehmensteilen: der Holding Groupe SNCF, dem Netzbetreiber SNCF Réseau (ehemals RFF) und dem Bahnbetreiber SNCF Mobilité.
Zur SNCF-Gruppe gehören über 700 Unternehmen, an denen die SNCF beteiligt ist. Die meisten davon sind in der Tochtergesellschaft SNCF Participations (SNCFP) zusammengefasst. Diese Unternehmen sind überwiegend in den Bereichen Verkehr und Logistik tätig.
Die SNCF ist wiederum in die 5 Sparten Personenfernverkehr, Personennahverkehr, Güterverkehr, Infrastruktur und gemeinsame Unternehmen/Investments eingeordnet. Zum Bereich Personenfernverkehr gehören unter anderem TGV, Corail und ist Mehrheitseigner an der Eurostar Group zu dieser seit der Fusion im April 2022 auch Thalys gehört. Seit Anfang Mai 2012 tritt dieser Bereich auch als SNCF Voyages Deutschland GmbH in Deutschland auf.

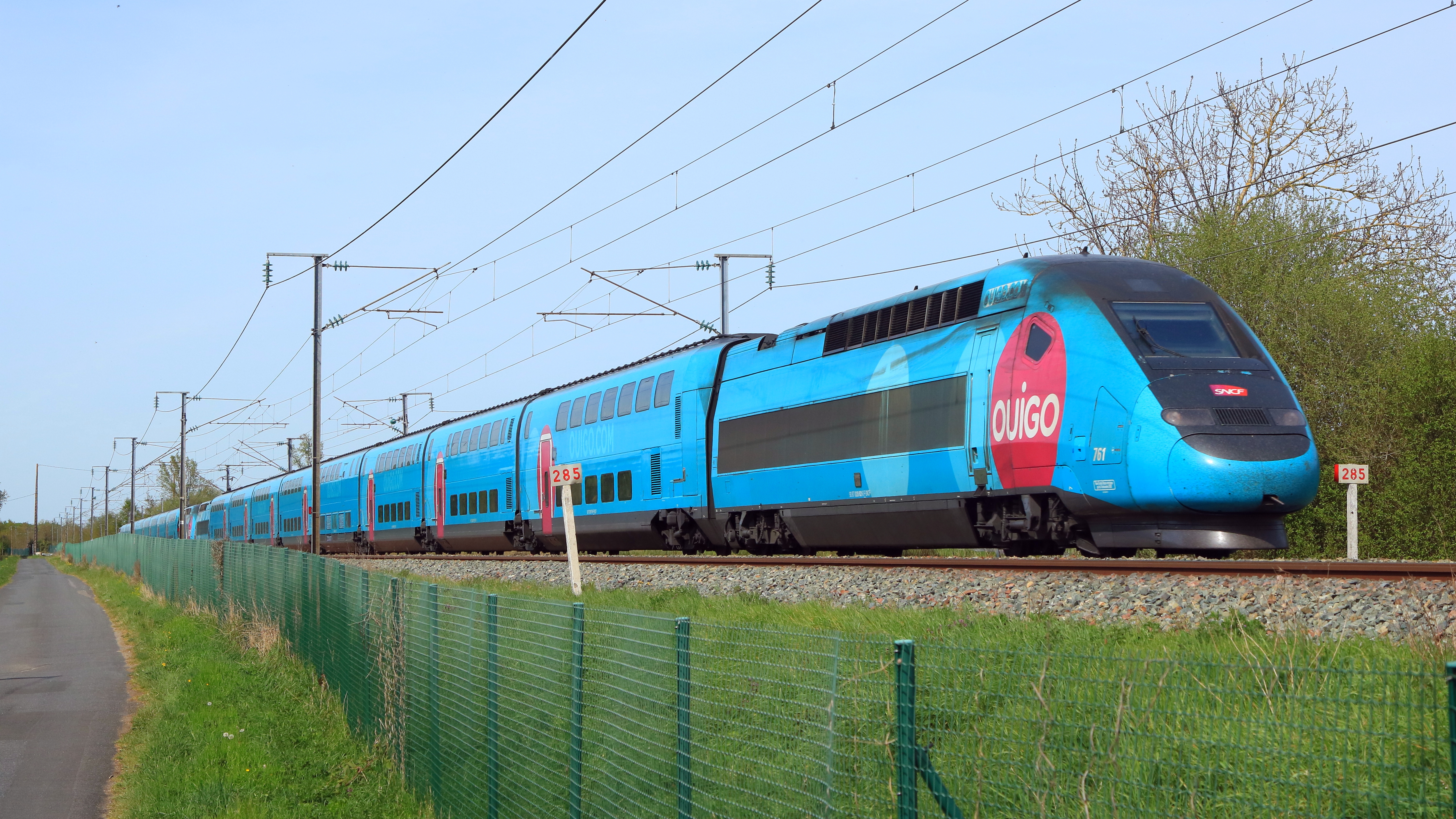
Ein TGV Duplex als Ouigo Grande Vitesse

Seit 2013 betreibt die SNCF unter dem Namen Ouigo eine Marke für den Personenverkehr, welche sich vor allem durch günstige Preise auszeichnen soll. Über die folgenden Jahre wurde das angebotene Streckennetz innerhalb Frankreichs stetig ausgebaut und seit dem Jahr 2018 wurde ein ähnliches Konzept auch (seit 2020 unter dem Namen Ouigo España) in Spanien umgesetzt.
Im Personennahverkehr sind die regionalen Eisenbahnaktivitäten TER, die Chemins de fer de la Corse auf Korsika sowie Transilien, Corail Intercity und die Beteiligungen an Keolis und Effia zusammengefasst. Der Frachtbereich umfasst unter anderem Rail Logistics Europe, die Geodis-Gruppe und von 2010 bis 2020 Ermewa.
Beteiligt ist die SNCF unter anderem an der Eurofima und der österreichischen RAIL Holding AG, Muttergesellschaft des privaten Personenverkehrsunternehmens WESTbahn Management GmbH. Frühere Beteiligungen umfassten diejenigen an der staatlichen Fährlinie SNCM, an der inzwischen liquidierten Seafrance, an der italienischen Bahngesellschaft Italo oder bis 2005 am Telekommunikationsanbieter cegetel.

### Schienengüterverkehr
Der Bereich Rail Logistics Europe besteht aus folgenden Unternehmen / Unternehmensbereichen:
- Fret SNCF, die inländische Gütereisenbahn hat einen Marktanteil von 55 % am französischen Schienengüterverkehr
- VIIA, das SNCF-Unternehmen betreibt Kombinierten Verkehr auf „autoroutes ferroviaires“ (deutsch Schienenautobahnen)
- Captrain, internationaler Schienengüterverkehr mit mehreren europäischen Landesgesellschaften:[19]
  - Captrain Deutschland (ehemals Veolia Cargo, ehemals Connex Cargo Logistik)
    - Captrain Polska (seit 2024, vorher als Teil von ITL Eisenbahngesellschaft, ehemals ITL Polska)
    - ITL-Železnicní Praha (als Teil von ITL Eisenbahngesellschaft)

  - ehemalige Beteiligungen:
    - Captrain Netherlands (ehemals Veolia Cargo Nederland, ehemals Rail4Chem Benelux, 2024 an Rail Cargo Group verkauft[20])
    - Captrain Denmark (ehemals Railcare Denmark[21], 2023 liquidiert)
    - Captrain Sweden (ehemals Railcare Tåg AB[22], 2023 liquidiert)
    - Transalpin Eisenbahn (ehemals rail4chem Transalpin[23], 2022 liquidiert)

  - Captrain France (ehemals VFLI)
  - Captrain Italia (ehemals SNCF Fret Italia, ehemals Monferail[24])
  - Captrain España (ehemals COMSA Rail Transport)
  - Captrain Portugal (ehemals Takargo Rail)
  - Railtraxx (ehemals Captrain Belgium, ehemals SNCF Fret Benelux)
  - BLS Cargo (45 % seit 2017)
- Naviland Cargo bietet Transportdienstleistungen für Schiffscontainer, Wechselaufbauten und Tanks in Europa
- Forwardis ist eine Spedition für multimodalen und Eisenbahntransport

## Präsidenten
| Zeitraum            | Zeitraum           | Name                                                         |
| von                 | bis                | Name                                                         |
| ------------------- | ------------------ | ------------------------------------------------------------ |
| 1. Januar 1938      | 1. September 1940  | Pierre Guinand                                               |
| 1. September 1940   | 3. August 1946     | Pierre-Eugène Fournier                                       |
| 3. August 1946      | Juni 1949          | Marcel Flouret                                               |
| Juni 1949           | 1. Februar 1955    | Pierre Tissier                                               |
| 1. Februar 1955     | 23. Januar 1958    | Louis Armand                                                 |
| 23. Januar 1958     | 1. September 1975  | André Ségalat                                                |
| 1. September 1975   | 1. September 1981  | Jacques Pélissier                                            |
| 1. September 1981   | 19. September 1985 | André Chadeau                                                |
| 19. September 1985  | 29. Februar 1988   | Philippe Essig                                               |
| 29. Februar 1988    | 20. August 1988    | Philippe Rouvillois                                          |
| 20. August 1988     | 7. Mai 1994        | Jacques Fournier                                             |
| 7. Mai 1994         | 20. Dezember 1995  | Jean Bergougnoux                                             |
| 20. Dezember 1995   | 24. Juli 1996      | Loïk Le Floch-Prigent                                        |
| 24. Juli 1996       | 2. Juli 2006       | Louis Gallois                                                |
| 2. Juli 2006        | 27. Februar 2008   | Anne-Marie Idrac                                             |
| 27. Februar 2008    | 1. November 2019   | Guillaume Pepy                                               |
| November 2019       | Dezember 2019      | Jean-Pierre Farandou, Patrick Jeantet, Frédéric Saint-Geours |
| seit 1. Januar 2020 | –                  | Jean-Pierre Farandou                                         |

## Bildergalerie

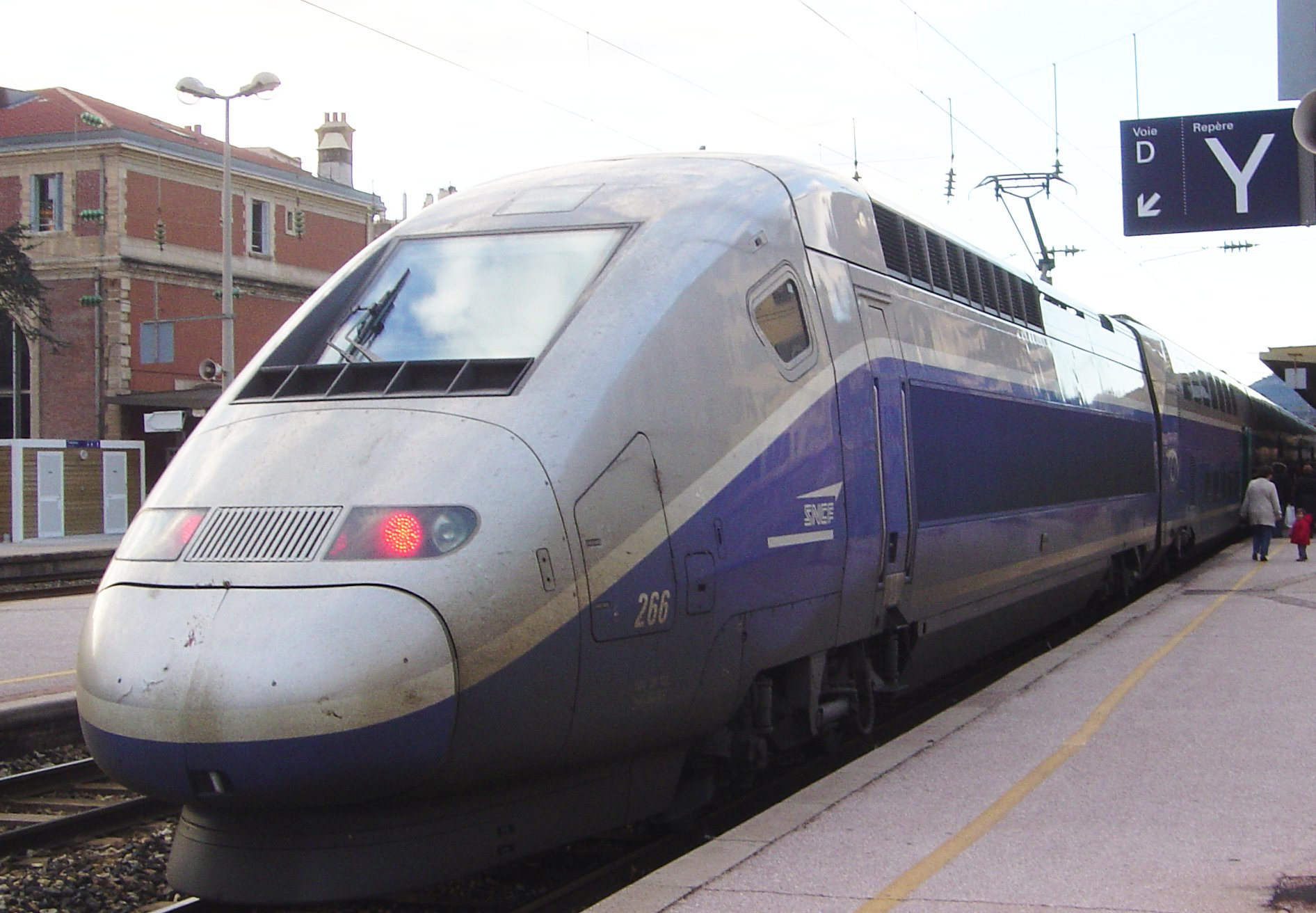
Ein TGV Duplex in Toulon
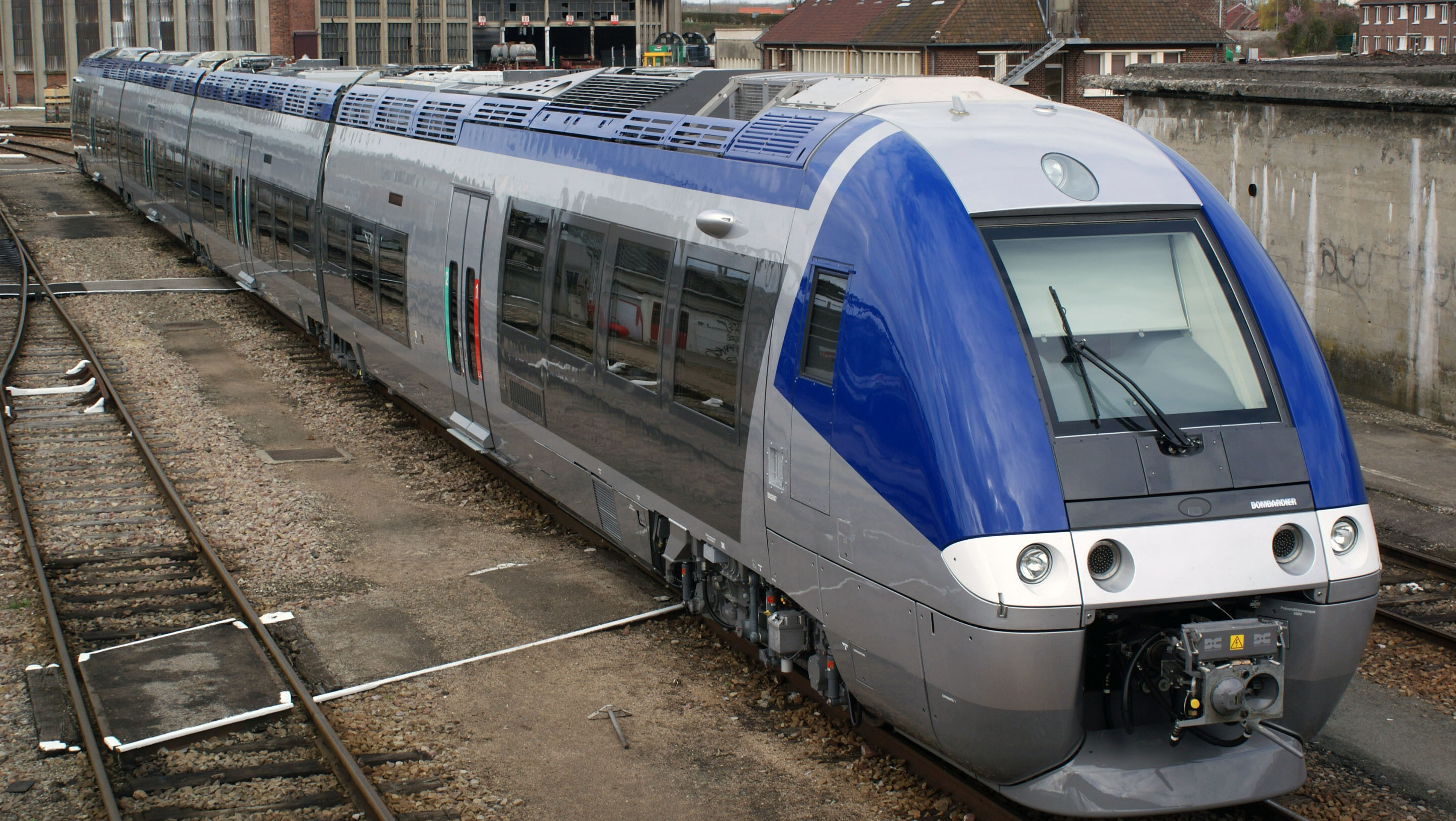
Ein moderner Dieseltriebzug der SNCF
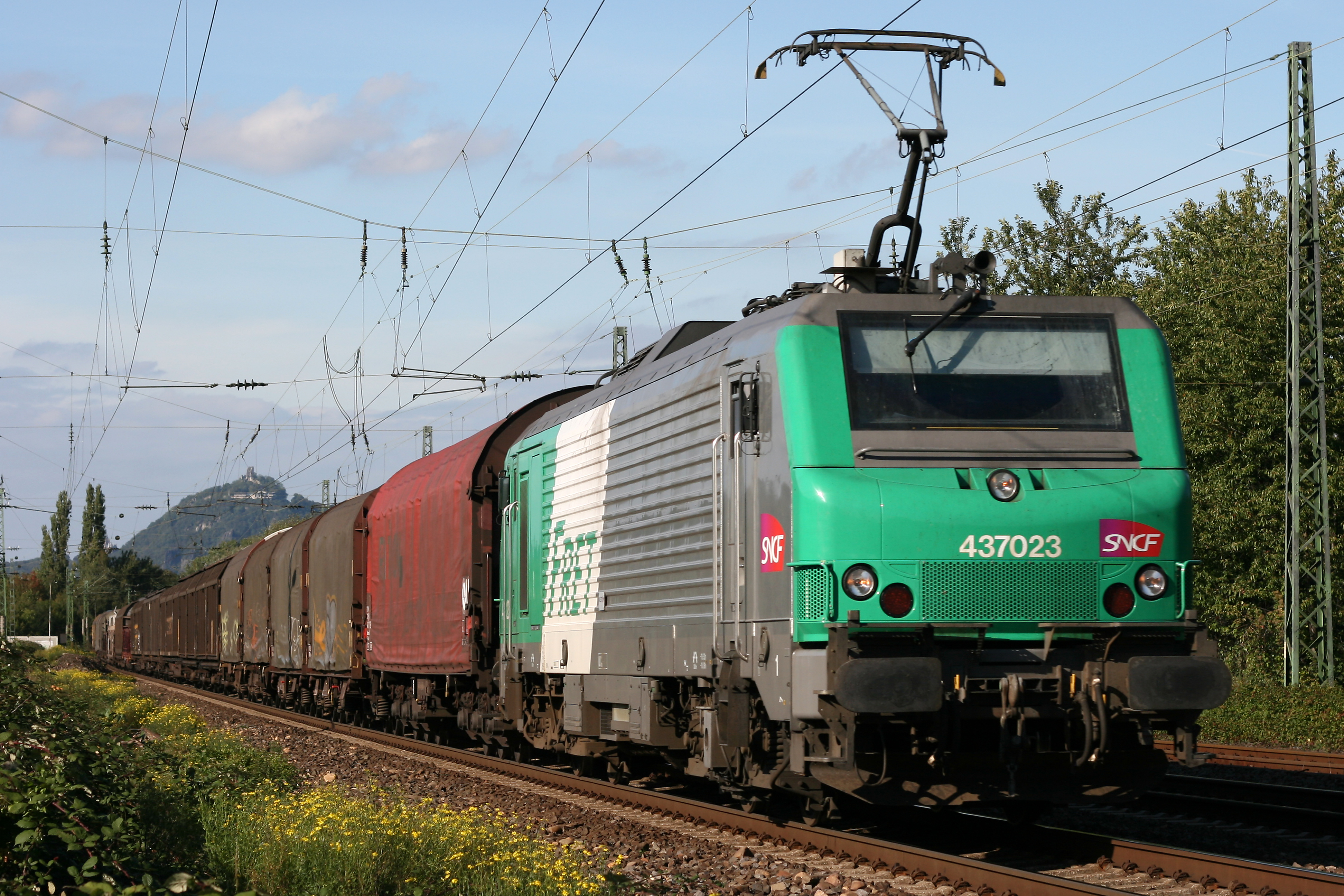
Ein Güterzug der SNCF Fret
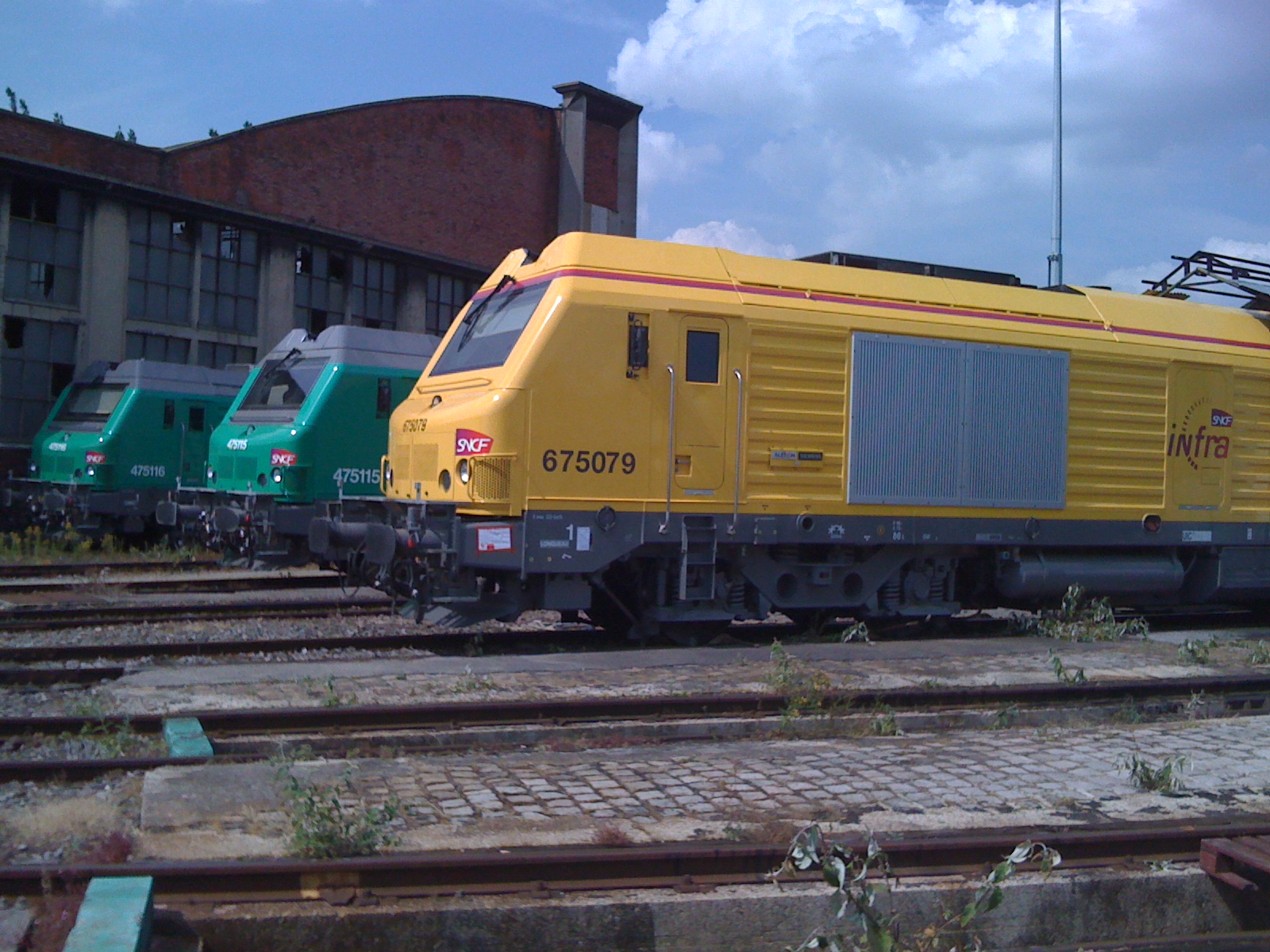
SNCF-Dieselloks in den Lackierungen der jeweiligen Sparten
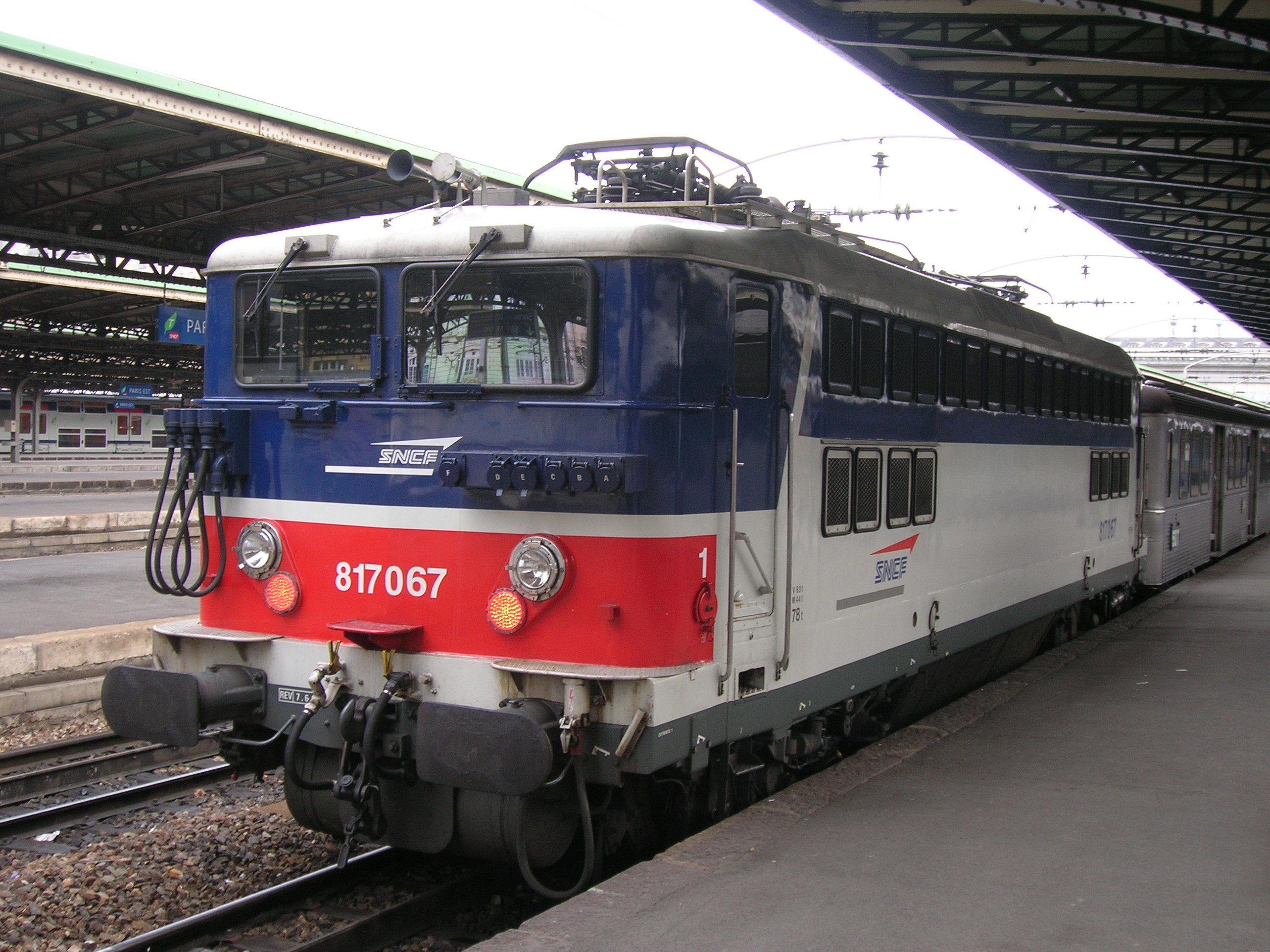
In den 1960er-Jahren gebaute SNCF-Elektrolok für das Wechselstromnetz
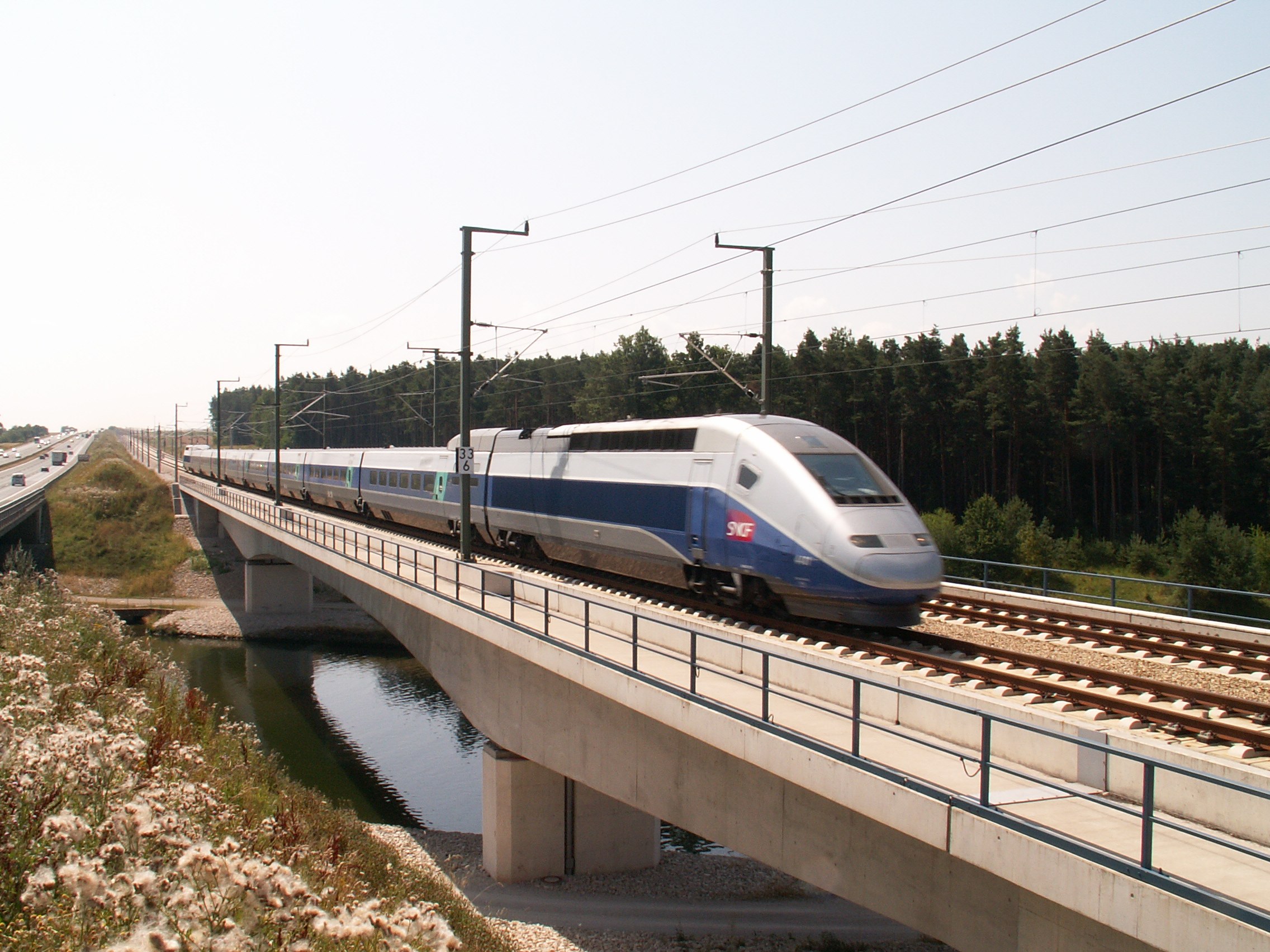
TGV POS auf der Schnellfahrstrecke Nürnberg–Ingolstadt
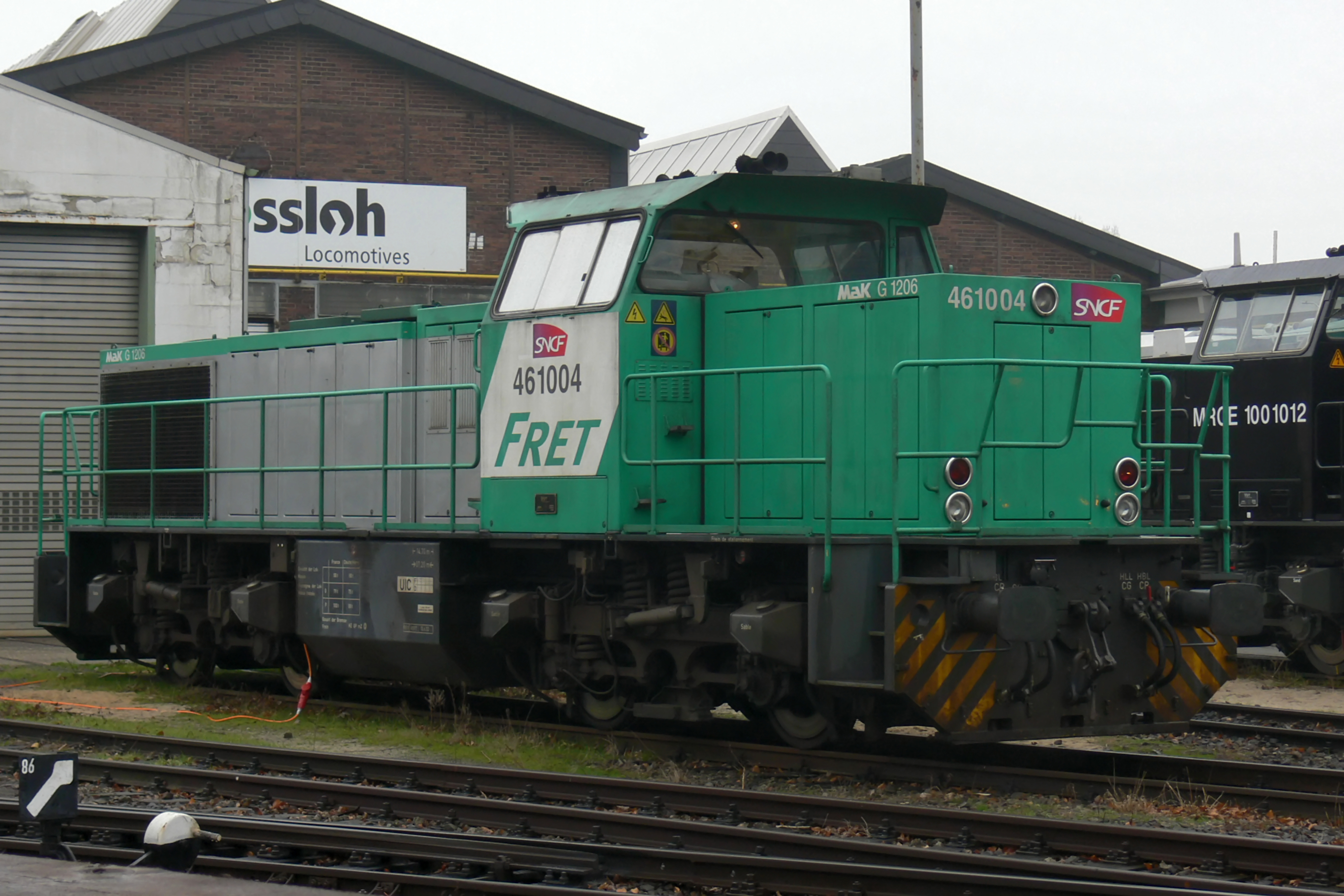
Eine Diesellok SNCF BB 61000 der SNCF Fret